# Ailly-sur-Somme

Ailly-sur-Somme este o comună în departamentul Somme, Franța. În 1 ianuarie 2022 avea o populație de 2.973 de locuitori.